# Курагина, Серафима Егоровна
Серафи́ма Его́ровна Кура́гина (23 июня 1916, Зуяна, Вятская губерния — 1996) — колхозница, Герой Социалистического Труда (1949).

## Биография
Родилась 23 июня 1916 года в крестьянской семье селе Зуяны Вятской губернии (ныне — Красногорье Кумёнского района Кировской области). После окончания семилетки работала секретарём в Кумёнской МТС. В 1930 году поступила на курсы трактористов, которые не окончила из-за замужества. Переехала в колхоз «Красный Октябрь», где стала работать в овощеводческой бригаде. Была назначена звеньевой. На этой должности проработала в течение сорока лет.
Во время четвёртой пятилетки (1946—1950) колхоз «Красный Октябрь», которым руководил Пётр Прозоров, неоднократно собирал богатый урожай ржи и овощей. Звено Серафимы Курагиной собрало в 1948 году собрало по 523,3 центнеров картофеля с участка площадью 3 гектаров. За этот доблестный труд Серафима Курагина была удостоена в 1949 году звания Героя Социалистического Труда.
Скончалась в 1996 году.

## Награды
- Герой Социалистического Труда — Указом Президиума Верховного Совета от 23 июня 1949 года за получение высокого урожая картофеля.
- Орден Ленина (1949);
- Орден Ленина (1958).